# 神凪
神凪（かんな、1972年2月5日-）は日本の緊縛師。ニューハーフ縛師と称されることもある。東京浅草生まれ。別名はKanna。

パートナーは神楽。
明智伝鬼に影響を受け、師と仰いでいる。ただし、正式な師弟関係はない。のちに共演公演などライブを行う。

池袋にてSMハプニングバー「Succubus」を経営していたが、現在は閉店している。
2000年代中頃まで活発に活動していたが、その後数年間の沈黙。2010年頃から再びネット上に登場し、同年12月より活動を本格的に再開。
数々のイベントや劇場の舞台に立ち、ビデオにも出演。また、海外の緊縛家のためにネットを利用した活動にも力を入れつつある。
日本古来の緊縛技術の継承（とくに捕縄術の研究）に努め、一鬼のこ、鵺神蓮など若い世代の緊縛師にも影響を与えている。